# Navadni modrin
Navadni modrin (znanstveno ime Polyommatus icarus) je majhen metulj iz družine modrinov (Lycaenidae). Je eden izmed dnevnih metuljev (Rhopalocera).

## Razširjenost
Pogost je v večjem delu Evrope, Severne Afrike in zmerne Azije. Najdemo ga skoraj povsod na odprtem svetu - od morske obale do gora, lahko celo več kot 2000 m visoko.

## Krila
Navadni modrin je majhen metulj z zelo značilnim vzorcem ali risbo na spodnji strani kril. Samci in samice so različno obarvani. Barva kril pri samcih je svetlo modra z ozkim črnim robom in belimi resicami. Spodnja stran je siva z običajnim vzorcem modrinov.  Samica je zgoraj rjava z oranžnimi robnimi pegami in razločno močnejšo modro oprašitvijo in belimi resicami.

## Doba letanja
Leta od aprila do oktobra v dveh ali treh zarodih. Buba je rjavosiva.

## Razmnoževanje
Gosenica je zelena z belimi črtami in pegami. Mrzli del leta prezimi.

## Prehranjevanje
Hrani se z različnimi nizkimi metuljnicami.

## Galerija
- Samica navadnega modrina
- Samec navadnega modrina
- Samica navadnega modrina
- Samec navadnega modrina